# Mohd Aidil Zafuan Abdul Radzak
Mohd Aidil Zafuan Abdul Radzak (Seremban, 3 agosto 1987) è un calciatore malese, difensore del Johor Darul Ta'zim e della Nazionale malese.

## Carriera

### Club
Comincia a giocare al Negeri Sembilan. Nel 2012 si trasferisce all'ATM. Nel 2013 passa al Johor Darul Ta'zim.

### Nazionale
Ha debuttato in nazionale il 18 giugno 2007, nell'amichevole Malesia-Cambogia (6-0), in cui mette a segno la rete del definitivo 6-0. Ha partecipato, con la Nazionale, alla Coppa d'Asia 2007.

## Statistiche

### Cronologia presenze in nazionale
| Cronologia completa delle presenze e delle reti in nazionale ― Malaysia | Cronologia completa delle presenze e delle reti in nazionale ― Malaysia | Cronologia completa delle presenze e delle reti in nazionale ― Malaysia | Cronologia completa delle presenze e delle reti in nazionale ― Malaysia | Cronologia completa delle presenze e delle reti in nazionale ― Malaysia | Cronologia completa delle presenze e delle reti in nazionale ― Malaysia | Cronologia completa delle presenze e delle reti in nazionale ― Malaysia | Cronologia completa delle presenze e delle reti in nazionale ― Malaysia |
| Data                                                                    | Città                                                                   | In casa                                                                 | Risultato                                                               | Ospiti                                                                  | Competizione                                                            | Reti                                                                    | Note                                                                    |
| ----------------------------------------------------------------------- | ----------------------------------------------------------------------- | ----------------------------------------------------------------------- | ----------------------------------------------------------------------- | ----------------------------------------------------------------------- | ----------------------------------------------------------------------- | ----------------------------------------------------------------------- | ----------------------------------------------------------------------- |
| 6-12-2021                                                               | Singapore                                                               | Cambogia                                                                | 1 – 3                                                                   | Malaysia                                                                | AFF Suzuki Cup 2020 - 1º turno                                          | -                                                                       | cap.                                                                    |
| Totale                                                                  |                                                                         | Presenze                                                                | 1                                                                       |                                                                         | Reti                                                                    | 0                                                                       |                                                                         |

## Palmarès

### Club

#### Competizioni nazionali
- Malaysia Super League: 10

Johor Darul Ta'zim: 2014, 2015, 2016, 2017, 2018, 2019, 2020, 2021, 2022, 2023
- Coppa della Malaysia: 4

Johor Darul Ta'zim: 2017, 2019, 2022, 2023